# كأس النرويج 2015
كأس النرويج 2015 (بالنرويجية: Norgesmesterskapet i fotball for menn 2015)‏ هو الموسم 110 من  كأس النرويج. أقيم خلال الفترة 11 مارس 2015 وحتى 22 نوفمبر 2015، وأشرف على تنظيمه اتحاد النرويج لكرة القدم، وفاز فيه نادي روسنبورغ.